# Один доллар с сидящей Свободой
В Википедии есть другие статьи об 1 долларе США
Доллар с сидящей Свободой — серебряная монета США номиналом в 1 доллар, чеканившаяся в период с 1840 по 1873 годы. Содержание серебра — 90 %. Своим названием обязана изображению на аверсе сидящей женщины, которая символизирует Свободу. Существует два типа — с девизом и без.

## История

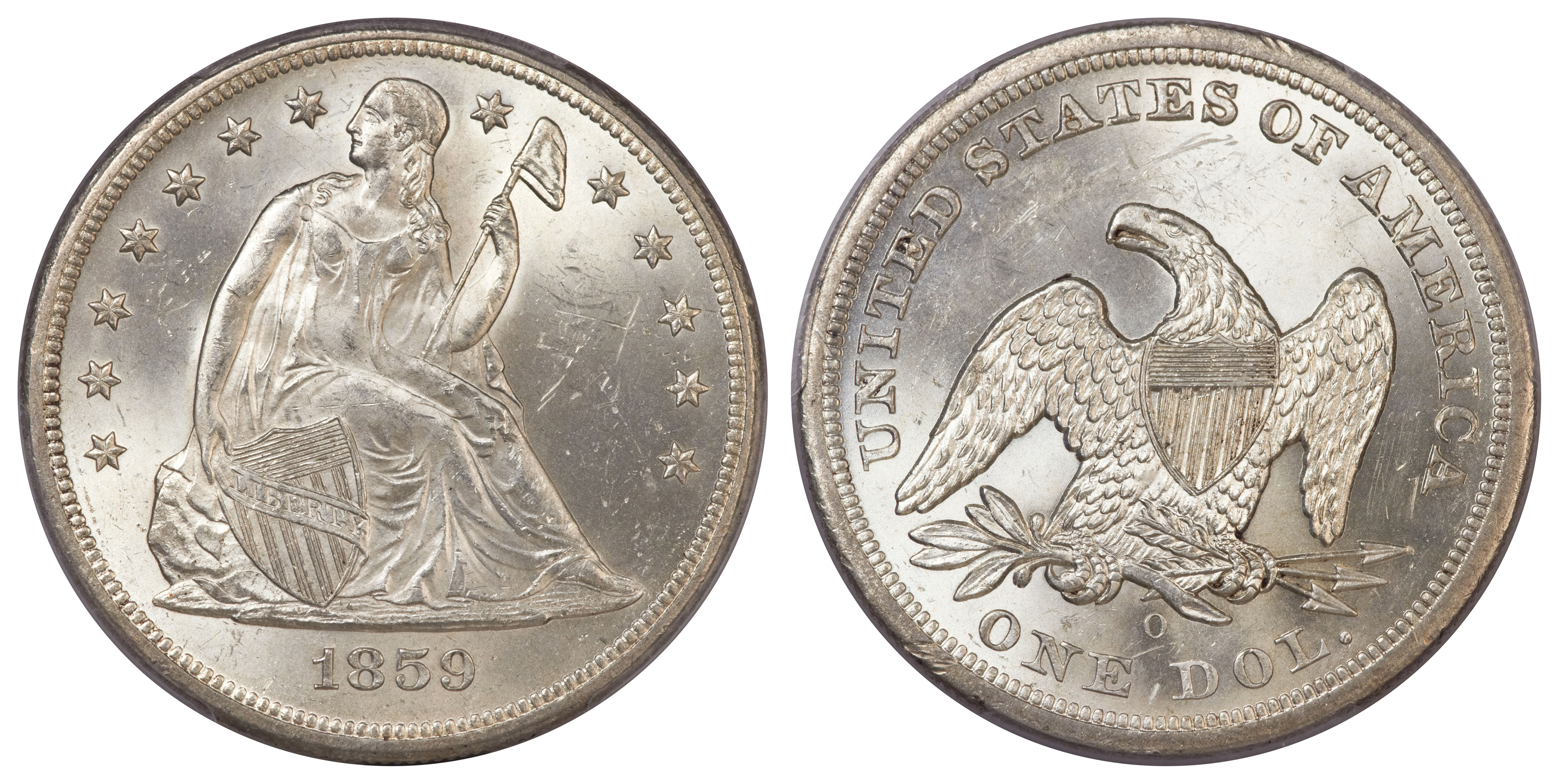
Доллар США 1859 года «без девиза»

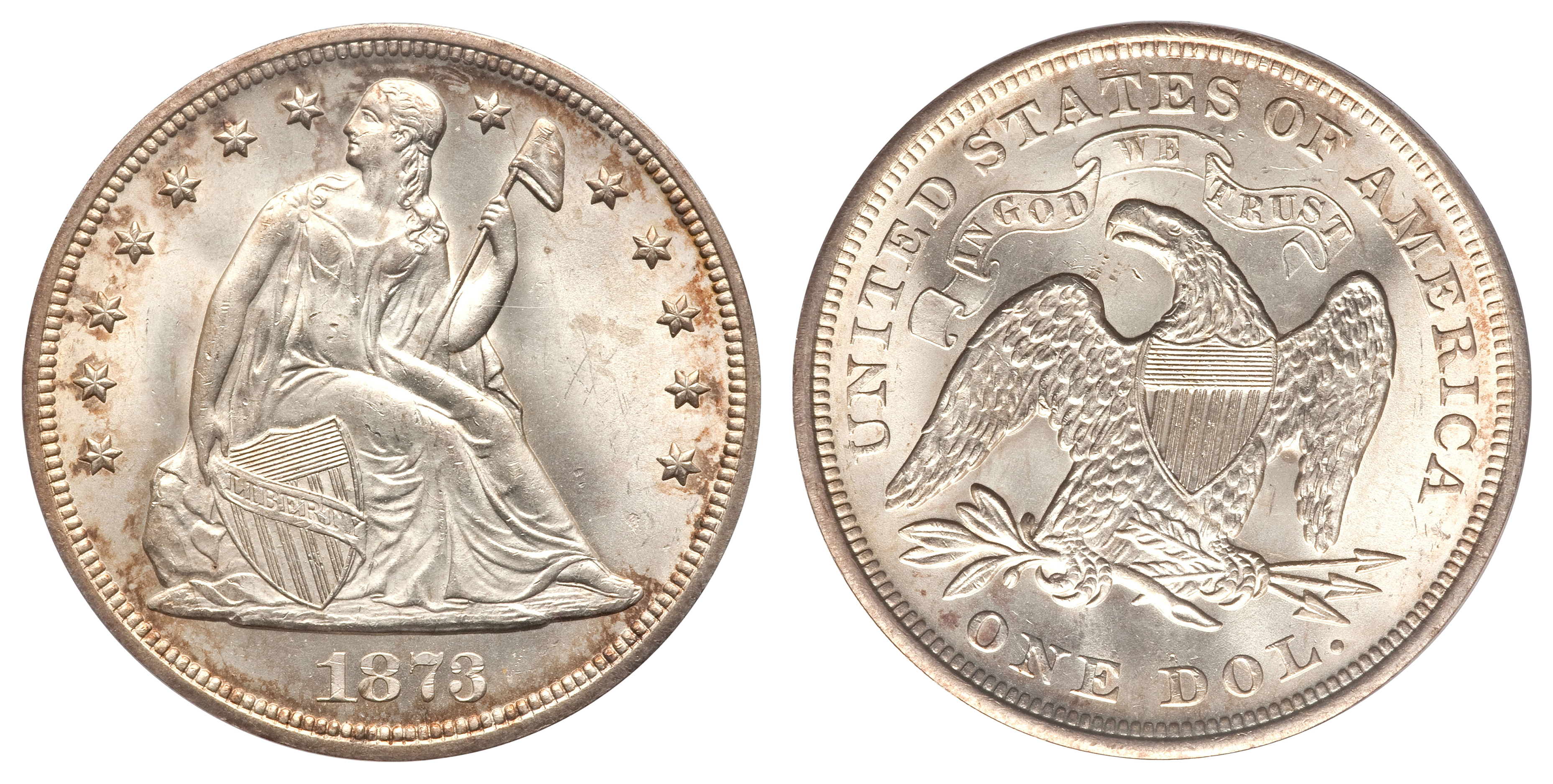
Доллар США 1873 года «с девизом»

Предпосылкой внедрения серебряного доллара стали финансовые трудности страны времён президентства Мартина Ван Бюрена. Многими банками выпускались необеспеченные золотом и серебром ценные бумаги.
Доллар с сидящей Свободой введён в обращение в 1840 году. Чеканился достаточно большими тиражами. Во время гражданской войны в связи с появлением необеспеченных золотом и серебром бумажных денег, по закону Грешема монета быстро вышла из обращения. С 1861 по 1867 годы чеканилась небольшими тиражами и использовалась лишь для внешней торговли.
Чеканка монеты производилась на 4 монетных дворах. Их обозначение располагается на реверсе (небольшая буква под когтями орла):
- отсутствует — монетный двор Филадельфии, Пенсильвания;
- СС — монетный двор Карсон-Сити, Невада;
- О — монетный двор Нового Орлеана, Луизиана;
- S — монетный двор Сан-Франциско, Калифорния.

## Изображение

### Аверс
На аверсе монеты изображена сидящая на скале женщина, символизирующая Свободу. В правой руке она держит щит, на котором написано «LIBERTY», а в левой — палку с надетым на неё фригийским колпаком, символом свободы и революции. Женщина одета в тогу. Под изображением Свободы находится год чеканки монеты. Над ней полукругом расположено 13 звёзд.
Художником и гравёром была допущена ошибка, из-за которой правая рука выглядит непропорционально больше левой.
Изображение Свободы напоминает английский символ «Британия», который изображался на реверсе английских монет. По всей видимости, она и послужила прообразом Свободы помещённой на долларе.

### Реверс
На реверсе монеты находится белоголовый орлан с расправленными крыльями — символ США, — держащий в когтях стрелы и оливковую ветвь. Над орлом находится надпись «UNITED STATES OF AMERICA», под ним обозначение номинала монеты «ONE DOL.» Под когтями орла может располагаться буква, показывающая на каком из монетных дворов была отчеканена данная монета. На груди орла — щит, подобный тому, что держит на аверсе монеты Свобода, но без косой линии с надписью «LIBERTY». Отсутствие буквы свидетельствует о том, что монета отчеканена в Филадельфии.
В зависимости от того, располагается над изображением орла девиз «IN GOD WE TRUST» различают тип доллара с сидящей Свободой «Без девиза» (англ. Without Motto) и «С девизом» англ. With Motto. Тип «Без девиза» чеканился в 1840–1865 годах, тип «С девизом» — 1866–1873.

## Оценка качества монеты
Оценка качества монеты данного типа производится по следующим критериям:
- «Очень хорошо» (Very Good) — на щите Свободы на аверсе не стёрто как минимум 3 буквы слова «LIBERTY»;
- «Прекрасно» (Fine) — все 7 букв слова «LIBERTY» различимы;
- «Превосходно» (Very Fine) — буквы слова «LIBERTY» чёткие. Хорошо просматриваются горизонтальные линии в верхней части щита;
- «Отлично» (Extremely Fine) — хорошо виден глаз орла;
- «Необращавшаяся» (Uncirculated).

## Тираж
| Год/монетный двор | Тираж для обращения | Тираж качества пруф не для обращения |
| ----------------- | ------------------- | ------------------------------------ |
| 1840              | 61 005              | около 50                             |
| 1841              | 173 000             | около 12                             |
| 1842              | 184 618             | около 15                             |
| 1843              | 165 100             | около 15                             |
| 1844              | 20 000              | около 15                             |
| 1845              | 24 500              | около 15                             |
| 1846              | 110 600             | около 15                             |
| 1846/О            | 59 000              | 0                                    |
| 1847              | 140 750             | около 15                             |
| 1848              | 15 000              | около 15                             |
| 1849              | 62 600              | около 15                             |
| 1850              | 7500                | около 20                             |
| 1850/О            | 40 000              | 0                                    |
| 1851              | 1300                | около 50                             |
| 1851/О            | 0                   | 1                                    |
| 1852              | 1100                | около 35                             |
| 1853              | 46 110              | около 15                             |
| 1854              | 33 140              | около 50                             |
| 1855              | 26 000              | около 50                             |
| 1856              | 63 500              | около 50                             |
| 1857              | 94 000              | около 50                             |
| 1858              | 0                   | около 300                            |
| 1859              | 255 700             | 800                                  |
| 1859/О            | 360 000             | 0                                    |
| 1859/S            | 20 000              | 0                                    |
| 1860              | 217 600             | 1,330                                |
| 1860/О            | 515 000             | 0                                    |
| 1861              | 77 500              | 0                                    |
| 1862              | 11 540              | 550                                  |
| 1863              | 27 200              | 460                                  |
| 1864              | 30 700              | 470                                  |
| 1865              | 46 500              | 500                                  |
| 1866              | 48 900              | 725                                  |
| 1867              | 46 900              | 625                                  |
| 1868              | 162 100             | 600                                  |
| 1869              | 423 700             | 600                                  |
| 1870              | 415 000             | 1,000                                |
| 1870/S            | около 12            | 0                                    |
| 1870/СС           | 12 462              | 0                                    |
| 1871              | 1 073 800           | 960                                  |
| 1871/СС           | 1376                | 0                                    |
| 1872              | 1 105 500           | 950                                  |
| 1872/S            | 9000                | 0                                    |
| 1872/СС           | 3150                | 0                                    |
| 1873              | 293 500             | 600                                  |
| 1873/СС           | 2300                | 0                                    |